# Ludwig von Baldinger

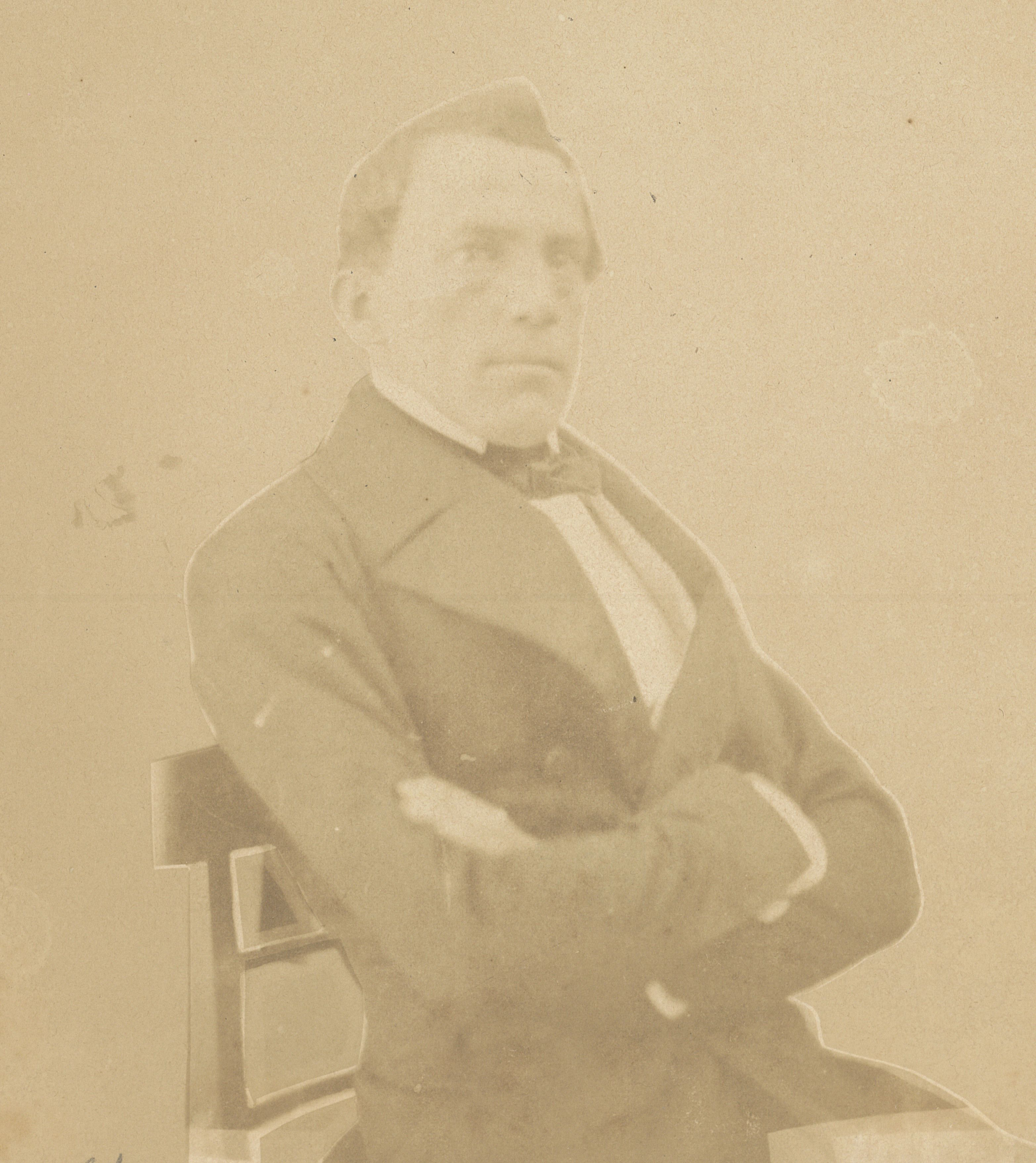
Ludwig von Baldinger

Carl Ludwig August von Baldinger (* 16. Dezember 1807 in Albeck, heute Ortsteil von Langenau; † 1. Oktober 1849 in Ulm) war ein deutscher Jurist und Politiker. 

## Leben
Als Sohn des Oberamtmanns Daniel von Baldinger geboren, studierte von Baldinger nach dem Besuch des Gymnasiums in Ulm Rechtswissenschaften in Tübingen. Während seines Studiums wurde er 1827 Mitglied der Burschenschaft Feuerreiter Tübingen. Nach seinem Studium wurde er Oberamtsgerichts-Aktuar in Waldsee und 1837 in Ravensburg. 1844 wurde er Oberamtsrichter in Sulz und später in Horb am Neckar. Er war 1848 bis 1849 als Vertreter der Ritterschaft des Donaukreises Abgeordneter der Zweiten Kammer der Württembergischen Landstände.